# Appelglasvlinder
De appelglasvlinder (Synanthedon myopaeformis) is een nachtvlinder uit de familie sesiidae, de wespvlinders. De voorvleugellengte bedraagt tussen de 9 en 11 millimeter. De soort komt verspreid over Europa, het Nabije Oosten en Noord-Afrika voor. Hij overwintert één of twee keer als rups.

## Waardplanten
De appelglasvlinder heeft als waardplanten met name appel, maar ook zoete kers, peer en meidoorn.

## Voorkomen in Nederland en België
De appelglasvlinder is in Nederland een buiten boomgaarden zeldzame en in België een vrij algemene soort. De vlinder kent één generatie die vliegt van eind mei tot en met augustus.